# Poutchine au sac
Le poutchine au sac est un plat métis fait de suif de bœuf, de farine, de cassonade, de raisins secs, de raisins de Corinthe et de lait. Les ingrédients sont combinés dans un sac en coton ou dans des bocaux scellés, puis cuits à la vapeur. Le plat cuit est généralement garni d'une sauce faite de sucre, de fécule de maïs, de vanille et de muscade.